# Gorenja vas, Ivančna Gorica
Gorenja vas je majhna vasica, ki leži približno 35 km vzhodno od Ljubljane. Je sicer samostojna katastrska občina, ki pa spada pod upravno oblast občine Ivančna Gorica na Dolenjskem. Približno 4 km severno od Gorenje vasi se nahaja samostan Stična, in 4 km zahodno od vasice stoji mestece Višnja Gora z razvalinami nekoč silne dedovine grofov Višnjegorskih.
Vasica se vzpenja na položnem pobočju malce vzhodno od magistrale, ki vodi od Ivančne Gorice na jug proti Muljavi. Prebivalci, ki jih je približno 90, se ukvarjajo  večinoma z živinorejo, poljedelstvom, mlekarstvom  ter gozdnim gospodarstvom. Tam sta sodobno opremljeni mizarski podjetji ter sušilnica za sadje. Ob potoku Višnjica, ki poteka na zahodni strani kraja, stojita mlin ter žaga. 
Na steni hiše s hišno številko 9 je vzidana spominska plošča, ki spominja na-to, da je bil ravno tukaj rojen slovenski pesnik in prebuditelj Miha Kastelic (1796 – 1868),ustanovitelj ter spiritus rector Kranjske čbelice.